# Vénus (album de Jean-Louis Murat)
Pour les articles homonymes, voir Vénus.
Albums de Jean-Louis Murat
Le Manteau de pluie
(1991) Dolorès
(1996)
Vénus est un album de Jean-Louis Murat sorti en 1993.

## Titres
| No  | Titre                 | Durée |
| --- | --------------------- | ----- |
| 1.  | Tout est dit          |       |
| 2.  | Comme au cinéma       |       |
| 3.  | La fin du parcours    |       |
| 4.  | Le monde caressant    |       |
| 5.  | La momie mentalement  |       |
| 6.  | Rouge est mon sommeil |       |
| 7.  | Le matelot            |       |
| 8.  | Montagne              |       |
| 9.  | Par mégarde           |       |
| 10. | Vénus                 |       |